# Усадьба Е. И. Богоявленской
Усадьба Е. И. Богоявленской — архитектурный ансамбль в историческом центре Нижнего Новгорода. Усадебный комплекс построен в 1877 году (в паспорте объекта культурного наследия ошибочно указан 1871 год постройки). Архитектором комплекса выступил И. К. Кострюков. 
В состав комплекса усадьбы входят три строения: главный дом, флигель и каменные ворота. Они представляют собой характерный образец нижегородского деревянного городского жилого дома 1870-х годов. Фасады зданий богато декорированы пропильной резьбой.
Комплекс зданий связан с развитием начального образования в Нижегородской губернии, так как здесь, с 1894 по 1910 год, располагалась первая в городе бесплатная библиотека-читальня, учреждённая Обществом распространения начального образования в Нижегородской губернии.         

## История
История домовладения прослеживается с 1813 года, когда им владел надворный советник Александр Григорьевич Казаринов. С 1820 года участок был в собственности титулярного советника Андрея Ивановича Гурьева. В конце 1830-х годов перешёл в собственность нижегородского купца Якова Ивановича Серебренникова, а позже — к его наследникам. 
Со второй половины 1870-х годов усадьба была в собственности жены статского советника Елизаветы Ивановны Богоявленской. В 1877 году ей был утверждён проект на постройку деревянного двухэтажного дома (современный главный дом усадьбы). Строился дом под надзором архитектора И. К. Кострюкова, который вероятно выступил и автором проекта. Здание представляло собой типичный пятистенок с усложнённой планировкой, с двумя пристроенными лестницами, позволявшими сделать отдельные входы в квартиры.
В 1894 году в усадьбе была открыта первая в городе библиотека-читальня. В 1872 году в Нижнем Новгороде по гражданской инициативе возникло Общество распространения грамотности в Нижегородской губернии, реорганизованное в 1887 году в Общество распространения начального образования в Нижегородской губернии. С 1880-х годов Общество начало организовывать постоянные библиотеки-читальни в городе. Хотя вопрос об открытии бесплатной библиотеки ставился с 1874 года, открыта она была лишь спустя двадцать лет в доме Богоявленского на Большой Печёрской улице. Внимание горожан к библиотеке было огромным: только в первый год она привлекла 26 тысяч человек. В среднем в день её посещали 75 человек, из которых 71,5 % были крестьяне и мещане, 22 % — чернорабочие и мастеровые. Заведение содержалась на средства Общества и субсидии городской думы. В 1896 году в бесплатной библиотеке-читальне насчитывалось 2335 наименований книг, считая журналы. В усадьбе Богоявленских библиотека располагалась до 1910 года, когда была переведена в Народный дом на Острожной площади, где продолжила свою работу.       

## Архитектура
Ансамбль усадьбы включает три строения: главный дом, флигель и кирпичные ворота. Главный дом и флигель представляют собой яркий пример нижегородской деревянной архитектуры периода эклектики. Автор проекта, воспитанный на принципах академической эклектики, не смог преодолеть её влияние при проектировании, поэтому вместо свободной пространственной композиции, свойственной русскому народному стилю, здесь была использована фронтальная композиция с центральными ризалитами, положение которых не соответствовало внутренней планировке. Архитектурные формы усадьбы были характерны скорее для каменного, а не деревянного зодчества, но при этом «народность» архитектуры была выражена в применении пропильной резьбы, выполненной в натуре в соответствии с проектом. Сама попильная резьба, недавно появившаяся в употреблении в архитектуре города, ещё не была достаточно развитой, поэтому резной декор отличался от проекта, будучи несколько скромнее запроектированного.     
- Главный дом

Главный дом усадьбы фиксирует красную линию улицы Большой Печерской. Он прямоугольный в плане, завершён вальмовой кровлей. Главный (северный) фасад в пять световых осей с запада дополнен сенями, где устроен главный вход с двумя двустворчатыми дверьми. Правая дверь деревянная филенчатая. Левая заменена на металлическую. Над входом врезано тройное окно, каждая часть которого имеет арочное завершение. Окна разделены колонками, на которые опираются архивольты. Главный фасад в простенках украшен резным декором. Особенно насыщены резными элементами наличники окон второго этажа. Ранее дом украшал сильно выдвинутый в сторону улицы навес, сегодня утраченный.       
- Флигель

Флигель усадьбы выполнен в едином стиле с главным домом. Убранство и объёмно-пространственное решение здания несколько скромнее, чем у главного дома, однако оно само по себе имеет значительное положение в квартале, закрепляя угол Большой Печерской и Трудовой улиц и их красные линии застройки.  
- Флигель.
- Главный дом.
- Кирпичные ворота.